# 先斗町筆香
先斗町 筆香（ぽんとちょう ふでか、1903年（明治36年）4月1日 - 没年不明）は、日本の女性歌手。戦前に芸者歌手として活躍した。のちに喜美勇と改名している。

## 経歴
1903年（明治36年)4月1日、女義太夫の一座の娘として東京府東京市で生まれる。
長唄を杵屋君繁に、常磐津を常磐津文字八に、小唄を春日とよに師事した。
京都の先斗町で芸者になり、人気を博した。1930年(昭和5年)、ビクターから歌手デビュー。同年発売した『鴨川小唄』は今でも地元先斗町でテーマソングとして歌い継がれている。同年8月、10月にはコロムビアからもレコードを数枚発売したが、最終的にビクターの専属歌手となり、流行歌・民謡・新民謡・小唄・端唄など幅広いジャンルの曲を発売した。
1935年(昭和10年)頃、喜美勇に改名し活動を続けた。

## ディスコグラフィー
国立国会図書館サーチより、主な作品のみ。
先斗町筆香名義
- コロムビア
  - 『加茂川セレナーデ／大原女小唄』1930年(昭和5年)
- ビクター
  - 『鴨川小唄』『ぽんぽん先斗町』1930年(昭和5年)
  - 『さくら幻想曲』1931年(昭和6年)
  - 『大阪の四季』1932年(昭和7年)
  - 『大大阪地下鉄小唄』『サイナぶし』『舞妓すがた』1933年(昭和8年)
  - 『逢いたかったのよ』『忘れちゃ嫌だわよ』『憎い男と』1934年(昭和9年)
  - 『ヨサコイ節』『うす墨』1935年(昭和10年)

喜美勇名義
- ビクター
  - 『恋のそよかぜ』『宵の名残』1935年(昭和10年)
  - 『渚おどり』『春風が』『小雨ふる夜』1936年(昭和11年)
  - 『やらずの雨』『夢は消えて』1937年(昭和11年)